# Euphaedra wardi
Euphaedra wardi är en fjärilsart som beskrevs av Druce 1874. Euphaedra wardi ingår i släktet Euphaedra och familjen praktfjärilar. Inga underarter finns listade i Catalogue of Life.